# Мацуе
Мацуе (јап. 松江市) град је у Јапану у префектури Шимане. Према попису становништва из 2005. у граду је живело 196.603 становника.

## Становништво
Према подацима са пописа, у граду је 2005. године живело 196.603 становника.
| 1995.   | 2000.   | 2005.   |
| ------- | ------- | ------- |
| 195.353 | 199.289 | 196.603 |